# Китайгород (Дніпровський район)
Кита́йгород — село в Україні, адміністративний центр Китайгородської сільської громади Дніпровського району Дніпропетровської області. Населення — 2 384 особи.

## Етимологія
На думку історика Омеляна Пріцака назва походить від половців-куманів.

## Географія
Село Китайгород розташоване на правому березі річки Оріль, за 77 км від обласного центру, 7 км на північний захід від селища Царичанки та 50 км від найближчої залізничної станції Балівки. Вище за течією  річки Оріль на відстані 0,5 км розташоване селище Царичанка, нижче за течією примикає село Єгорине, на протилежному березі — село Могилів, примикає до села Рудка. Річка Оріль в цьому місці звивиста, утворює лимани, стариці і заболочені озера. Через село проходять автошляхи національного значення Н31 та територіального значення Т 0441.

## Археологія
В селі виявлена стоянка людей середньої кам'яної доби та кургани скіфської доби.

## Історія

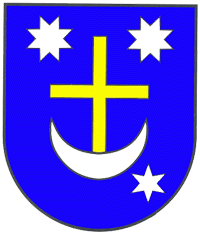
Історичний герб села

Перша згадка про Китайгород в писемних джерелах відноситься до 1667 року. Ще за часів монгольської навали на крутому березі річки Орелі збудували укріплення, обгороджене дубовим палісадом та земляним валом. В середині було містечко, де при наближенні ворога переховувалося населення. У разі небезпеки червоне полотнище («китайку»), що майоріло над містечком, знімали. Тому це укріплене містечко так і називали Китай-город.
У XVIII столітті село входило до Протовчанської паланки Запорозької Січі. У жовтні 1769 року в селі спалахнуло повстання пікінерів, яке було жорстоко придушене, найбільш активні його учасники заарештовані, а пікінерний гарнізон розформовано. Село було центром Китайгородської волості Кобеляцького повіту.
Радянська влада в селі встановлена у грудні 1917 року. Перший партійний осередок в селі створений у 1923 році, комсомольський — 1919 році. У 1928 році створено колгосп імені Петровського.
На фронтах німецько-радянської війни билися з нацистами 823 місцевих жителя, 386 з них нагороджені бойовими орденами і медалями, 542 — загинули. Радянським воїнам, полеглим у боротьбі з нацистами, споруджено меморіал.
У повоєнний час в селі знаходилася комплексна бригада колгоспу імені Шевченка, центральна садиба якого була у селі Рудка. Бригада займалася вирощуванням зернових, технічних і овочевих культур. Працював свиновідгодівельний комплекс на 25 тисяч голів. З допоміжних підприємств були олійниця, комбікормовий завод, майстерня з ремонту сільськогосподарської техніки, пилорама. Багато передовиків виробництва були нагороджені орденами і медалями, з них орденом Леніна — ланковий М. С. Кисличний, голова колгоспу І. П. Шеремет, орденом Жовтневої Революції — бригадир Н. М. Демченко, тваринник І. І. Котиков, інженер С. Д. Кібець. Працювали середня, восьмирічна і початкова школи, дільнична лікарня, будинок культури з залом на 540 місць, дві бібліотеки з книжковим фондом понад 22,5 тисяч примірників, ощадкаса, відділення зв'язку, їдальня, 5 крамниць, павільйон побутового обслуговування.
13 липня 2017 року, шляхом об'єднання Китайгородської та Рудківської сільських рад колишнього Царичанського району утворнена Китайгородська сільська громада.
17 липня 2020 року, в результаті адміністративно-територіальної реформи та ліквідації Царичанського району, село увійшло до складу Дніпровського району.

## Населення
Згідно з переписом УРСР 1989 року чисельність наявного населення села становила 2527 осіб, з яких 1127 чоловіків та 1400 жінок.
За переписом населення України 2001 року в селі мешкала 2441 особа.

### Мова
Розподіл населення за рідною мовою за даними перепису 2001 року:
| Мова            | Кількість | Відсоток |
| --------------- | --------- | -------- |
| українська      | 2361      | 96.56%   |
| російська       | 75        | 3.07%    |
| білоруська      | 1         | 0.04%    |
| вірменська      | 1         | 0.04%    |
| інші/не вказали | 7         | 0.29%    |
| Усього          | 2445      | 100%     |

## Пам'ятки
До історичних пам'яток на території села відноситься земляний вал, що залишився від укріплення, стоянка людей мезолітичного часу та кургани скіфської доби.
На вулиці Музейній знаходяться три архітектурні пам'ятки національного значення:
- Свято-Миколаївський храм (1757). Високий барабан увінчаний невеличкою главкою. На поверхні стін присутні пілястри, а також декоративні наличники;
- Свято-Успенський храм (1754);
- Церква-дзвіниця святої Варвари (1756).

### Гора Калитва
Варто вийти на околицю села, і ви потрапите … в казку. Адже саме тут, на горі Калитві, за переказами, колись стояв замшілий камінь, на якому було написано: «Прямо підеш — смерть знайдеш, направо підеш — коня втратиш, наліво підеш — одруженим будеш». А все тому, що в цьому місці розходяться три гілки великого Шовкового шляху, які ведуть до Приазов'я, Криму та Кавказу.
Гора Калитва — сама по собі унікальний пам'ятник природи, адже утворилася вона в результаті танення льодовика. Вчені знаходили в її околицях останки зім'ятих і обдертих льодовиком стовбурів дерев, а 5 років тому археологи відкопали тут череп мамонта! Наразі череп знаходиться у Дніпропетровському національному історичному музеї імені Дмитра Яворницького. Кажуть, що глибоко під Калитвою лежать останки інших доісторичних тварин і навіть козацькі скарби.

## Вулиці
- Вишнева
- Заводська
- Китайгородська
- Лесі Українки
- Лісова
- Підгірна
- Сотника Семенова
- Центральна імені Грищенка
- Шевченка
- Шкільна.

## Соціальна сфера
В селі діють:
- середня загальноосвітня школа;
- дошкільний навчальний заклад «Калинка»;
- амбулаторія;
- бібліотека;
- Будинок культури[2].

## Особистості
Уродженці села:
- Феодосій (Ващинський)
- Макатуха Василь Іванович — український художник
- Миргородський Олександр Миколайович (1968—2015) — солдат Збройних сил України, учасник російсько-української війни (2014—2017)[10].
- Джунь Михайло Іванович (1994—2022) — старший сержант Збройних сил України, учасник російсько-української війни.

## Галерея

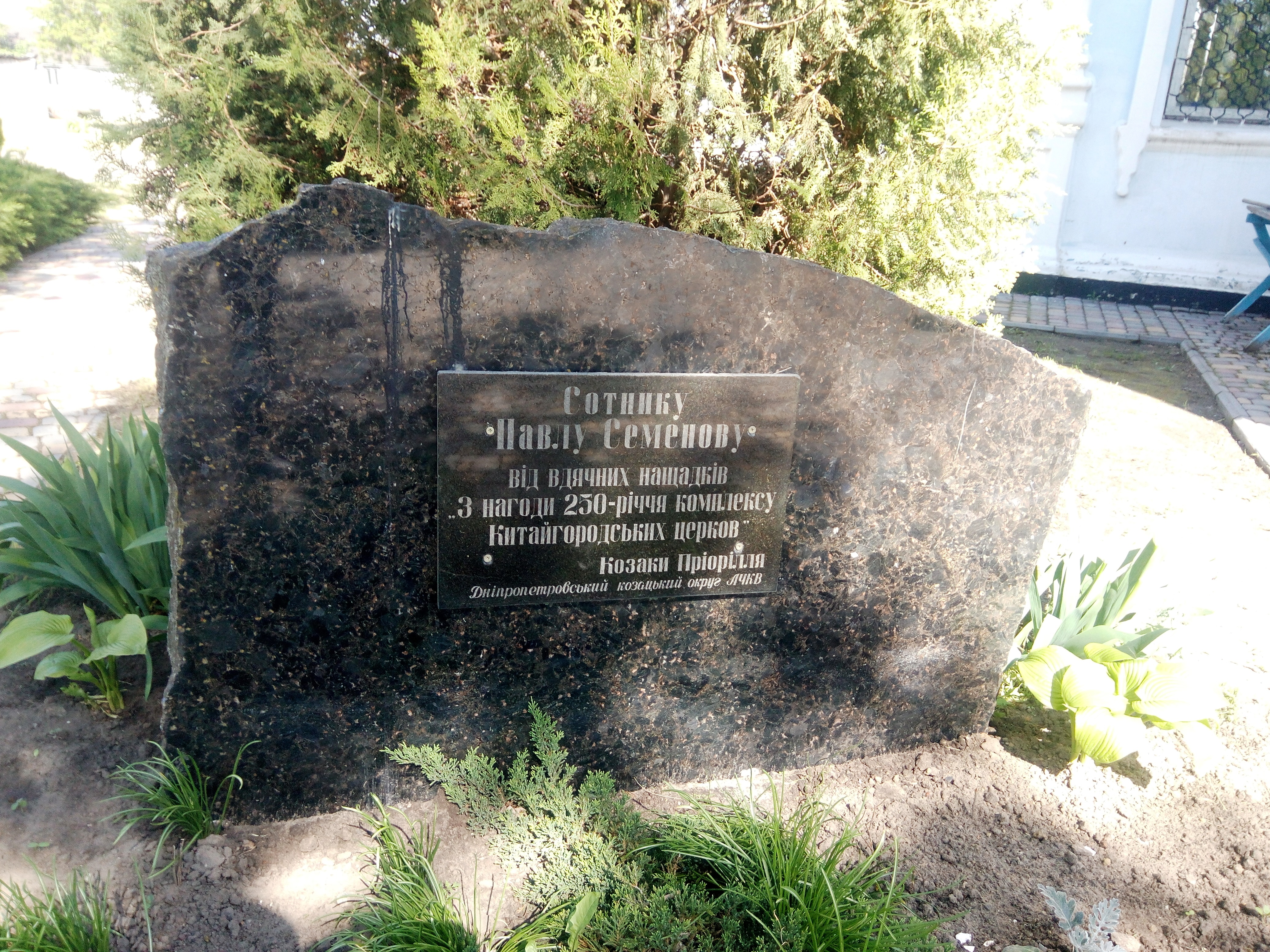
Пам'ятний камінь сотнику Павлу Семенову
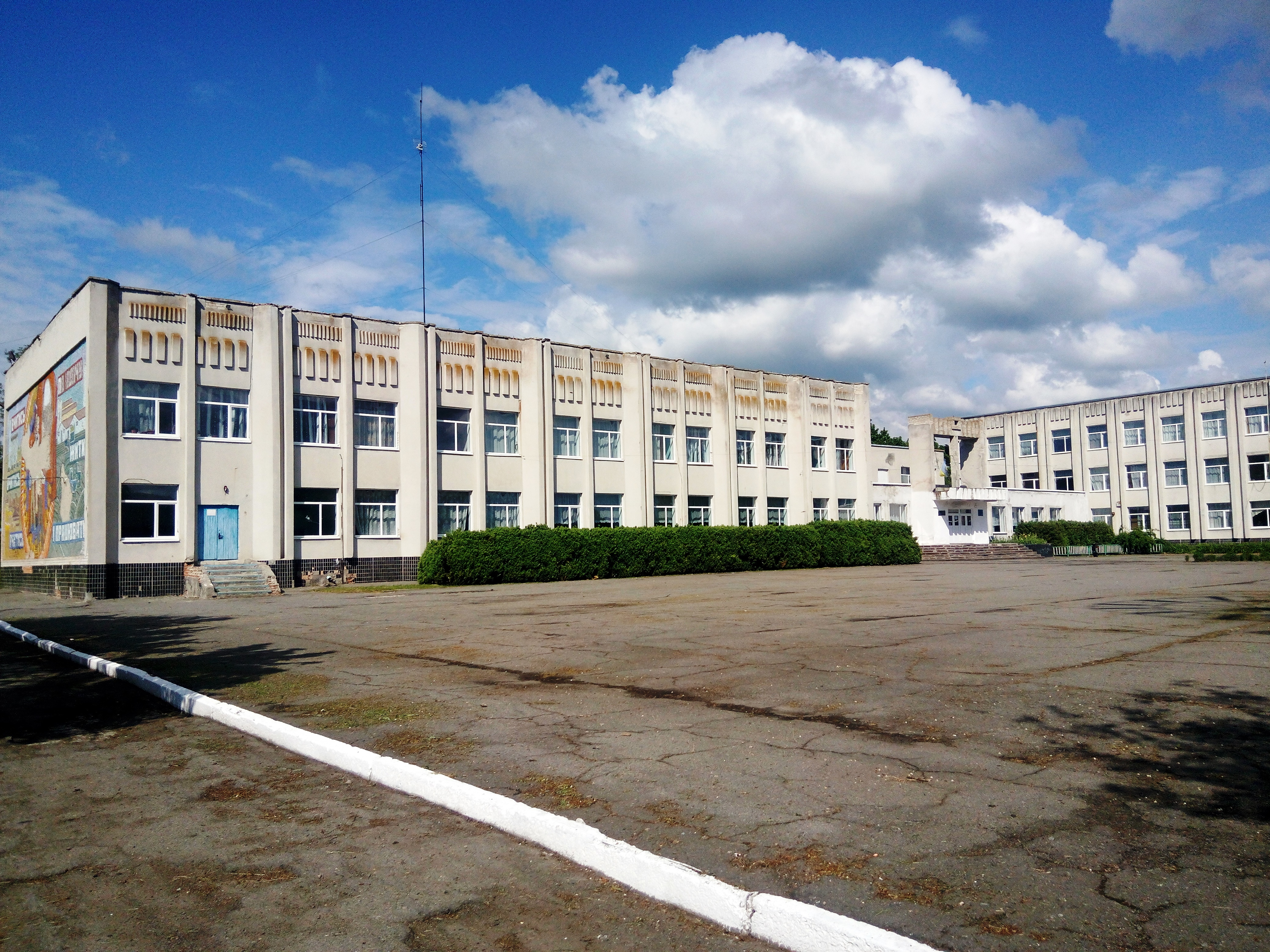
Загальноосвітня школа I—III ступенів
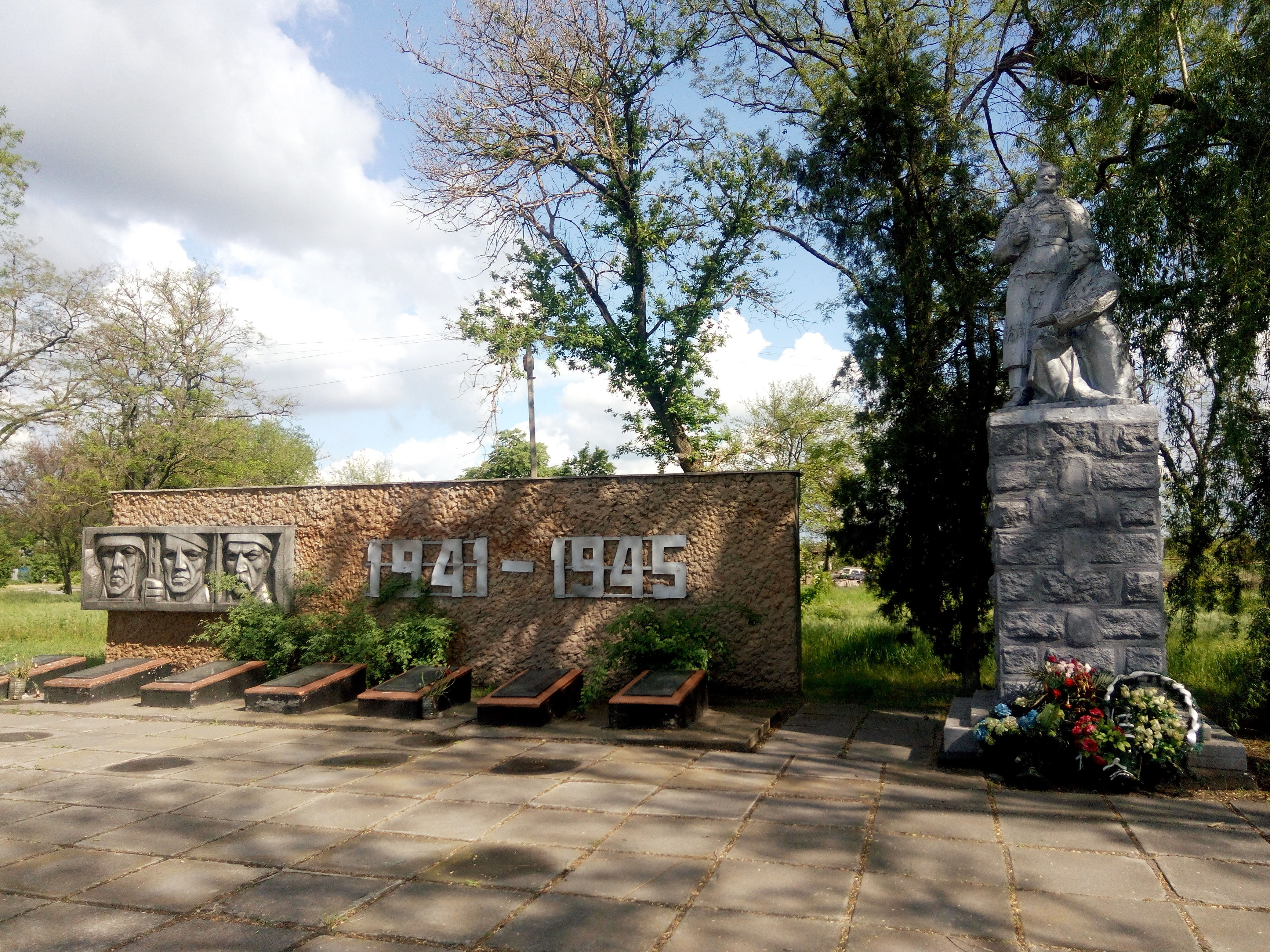
Військовий меморіал загиблим під час німецько-радянської війни (1941—1945)